# Simple Machines Forum
Simple Machines Forum oder kurz SMF ist eine freie Software zum Betrieb von Internetforen. Es basiert auf der Skriptsprache PHP und der Datenbank MySQL.
Simple Machines Forum hat nicht nur branchenübliche Merkmale, wie ein eigenes Templatesystem und Unterstützung für Dateianhänge, sondern auch einen einfachen Paketmanager für das Einspielen von Modifikationen und Integrationsmöglichkeiten in Content-Management-Systeme. Außerdem kann man durch viele Sprachpakete und die UTF-8-Unterstützung auch ohne Komplikationen mehrere Sprachen gleichzeitig für eine Foreninstanz verwenden.
Beratung und Unterstützung bei technischen Problemen kann man im SMF-eigenen Webforum erhalten. Alternativ gibt es wie bei manchen Open-Source-Projekten auch einen offiziellen, aber kostenpflichtigen Support. Dieser erfolgt durch Aufwertung des eigenen Forenkontos zu einem „Charter Member“, wobei diese 50 US-Dollar kostet. Neben Support bietet diese Mitgliedschaft auch Hilfe durch Techniker beim Installieren und Aktualisieren sowie eigene Beta-Versionen.

## Geschichte
YaBB war weltweit eines der ersten Bulletin Boards, das im Jahr 2000 unter anderem von Zef Hemel, Jeff Lewis, Corey Chapman und Matt Mechamin mit der Skriptsprache Perl entwickelt wurde. YaBB war allerdings anfangs nicht sonderlich erfolgreich aufgrund einiger Programmfehler, die erst später mittels Bugfixes in Form von Patches korrigiert wurden.
Im Jahr 2001 wurde in Abspaltung von YaBB das auf PHP und MySQL basierende Bulletin Board YaBB SE entwickelt; dabei wurde der größte Teil des YaBB-Quellcodes portiert. Im Jahr 2003 begannen die Entwickler des YaBB SE, das Forum von Grund auf neu zu programmieren, unter anderem um das Design neu aufzubauen und um die Leistung und Sicherheit zu verbessern. Nachdem es wegen der ähnlichen Namen zu Verwechslungen zwischen YaBB und YaBB SE kam, wählten die Entwickler den Namen Simple Machines Forum.
Im Jahr 2004 kam die erste Beta-Version von SMF, bald später schon die Version 1.0. Anfang 2005 wurden dann Beta-Version und Release-Kandidaten der Version 1.1 veröffentlicht. Die am 2. Dezember 2006 erschienene finale Version 1.1 verbesserte unter anderem die Suchfunktion und führte ein Vorschaubild (thumbnail) sowie Unterstützung mobiler Geräte ein.
Am 8. April 2007 wurde die neue Version 2.0 offiziell angekündigt. Eine öffentliche Beta-Version wurde am 17. März 2008 veröffentlicht, der erste Release Candidate am 4. Februar 2009. Diese neue Hauptversion bringt mehrere neue Funktionen mit sich, wie die Möglichkeit, Nutzer zu verwarnen, Gruppen zu erstellen und sich diesen anzuschließen. Weitere neue Funktionen sind ein WYSIWYG-Editor, OpenID für die Nutzerverwaltung und die Unterstützung für PostgreSQL als Datenbank.
Am 8. November 2009 wurde der zweite Release Candidate veröffentlicht. Dieser enthält Fehlerkorrekturen (u. a. in OpenID), Maßnahmen zur Steigerung der Performance und einige neue Funktionen. Nach drei weiteren Releasekandidaten wurde schließlich am 11. Juni 2011 die finale Version 2.0 veröffentlicht. Diese Version ersetzte eigene Lizenzbestimmungen durch die BSD-Lizenz. Der Quellcode konnte bereits zuvor eingesehen und modifiziert werden, für die Weitergabe hatten jedoch zusätzliche Auflagen gegolten.